# Kind Butler
Kind Butler III (ur. 8 kwietnia 1988) – amerykański lekkoatleta specjalizujący się w biegach sprinterskich.
W 2014 zdobył złoty medal w sztafecie 4 × 400 metrów podczas halowych mistrzostw świata w Sopocie.
Medalista mistrzostw Stanów Zjednoczonych.

## Osiągnięcia
| Rok  | Impreza                   | Miejsce | Konkurencja             | Lokata     | Wynik   |
| ---- | ------------------------- | ------- | ----------------------- | ---------- | ------- |
| 2014 | Halowe mistrzostwa świata | Sopot   | sztafeta 4 × 400 metrów | 1. miejsce | 3:02,13 |

## Rekordy życiowe
- Bieg na 200 metrów (stadion) – 20,36 (2012)
- Bieg na 200 metrów (hala) – 20,77 (2012)
- Bieg na 400 metrów (stadion) – 45,43 (2012)
- Bieg na 400 metrów (hala) – 45,84 (2014)

9 marca 2014 w Sopocie amerykańska sztafeta 4 × 400 metrów w składzie Kyle Clemons, David Verburg, Butler oraz Calvin Smith ustanowiła halowy rekord świata w tej konkurencji (3:02,13).